# Valentina Zenere
Valentina Zenere (Buenos Aires, 15 gennaio 1997) è un'attrice, cantante e modella argentina, nota per il ruolo di Ámbar Smith nella telenovela di Disney Channel Soy Luna e di Isadora Artiñán nella serie televisiva di Netflix Élite.

## Biografia
Nasce il 15 gennaio 1997 a Buenos Aires, Argentina, ha origini Italiane da parte di padre e ucraine da parte di madre. Ha una sorella, Luciana.
Inizia la sua carriera nel 2005 otto anni, in una pubblicità per Barbie, come attrice nel 2010, nella quarta stagione della telenovela Teen Angels, prodotta da Cris Morena dove ha interpretato Alai Inchausti, figlia dei personaggi di Jazmín Romero e Juan "Tacho" Morales, interpretati rispettivamente da Eugenia Suárez e Nicolás Riera. Nel 2011 ha fatto una piccola partecipazione nella serie Los únicos interpretando Jessica Cervantes. Nello stesso anno come modella facendo parte del personale giovane della Multitalent Agency, dove è stata convocata per fare varie campagne come Sweet Victorian e Tutta La Frutta. Durante il 2012 ha continuato la sua carriera facendo varie pubblicità e essendo il volto di diverse marche di vestiti e profumi. Nello stesso anno è stata protagonista di un'opera teatrale, I miserabili.
Dal 2013 al 2014 interpreta il ruolo di Mara Ulloa nella serie televisiva di Cris Morena, Aliados. Dal 2016 al 2018 è una dei protagonisti della telenovela Soy Luna dove interpreta l'antagonista Ámbar Smith.

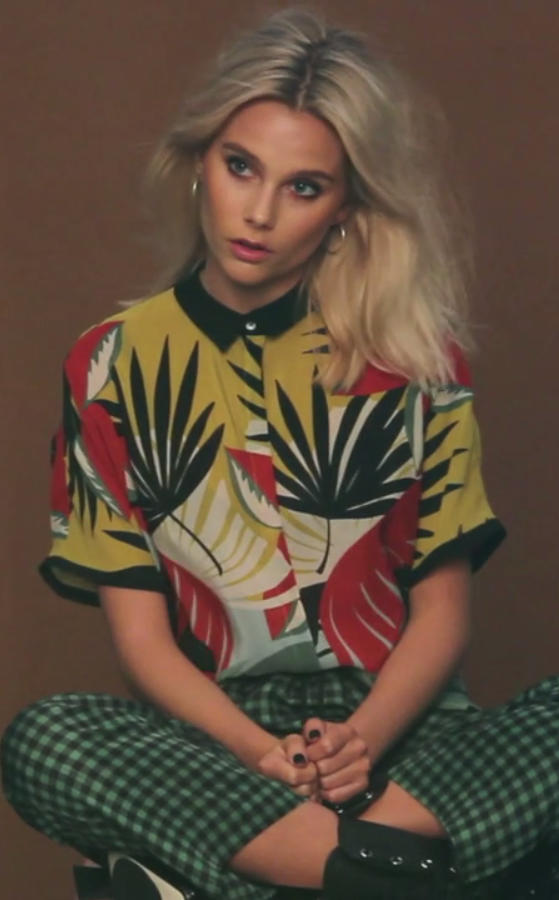
Valentina Zenere nel 2017

Nel 2020 prende parte all'ultima stagione della serie televisiva Netflix Le ragazze del centralino nel ruolo di Camila Salvador, mentre nel 2021 si rende ufficiale la sua partecipazione alla quinta stagione della serie televisiva spagnola Élite, dove interpreta Isadora Artiñán, e ha debutatto l'8 aprile dell'anno successivo.
Nel 2024 ha fatto il suo debutto cinematografico dove interpreta la protagonista Nahir Galarza, nel film Nahir su Prime Video, diretto da Hernán Guerschuny. Il film è basato su un fatto reale noto come il Caso Nahir Galarza, avvenuto nel 2017 nella città di Gualeguaychú, nella Provincia di Entre Ríos, in Argentina.

## Filmografia

### Cinema
- Nahir, regia di Hernan Guerschuny (2024)

### Televisione
- Teen Angels (Casi Ángeles) – serial TV, 110 episodi (2010)
- Los únicos – serie TV, episodi 1x184-1x185 (2011)
- Aliados – serie TV, 17 episodi (2013-2014)
- Soy Luna – serial TV, 220 episodi (2016-2018)
- Juacas - I ragazzi del surf  (Juacas) – serie TV, episodio 2x17 (2019)
- Le ragazze del centralino (Las chicas del cable) – serie TV, 3 episodi (2020)
- Élite – serie TV, 32 episodi (2022-2024)
- En el barro – serie TV, 8 episodi (2025)

## Discografia

### Singoli
- 2022 – Cero coma
- 2023 – Dale

### Collaborazioni
- 2023 – Fxcking noche de mi vida (Fer Vázquez con Zzoilo e Valentina Zenere)

### Colonne sonore
- 2016 — Soy Luna
- 2016 — Solo tu
- 2017 — La vida es un sueño
- 2018 — Modo amar

## Teatro
- I miserabili (2013)

## Riconoscimenti
- Kids' Choice Awards Messico
  - 2016 – Cattiva preferita per Soy Luna[14]
  - 2019 – Cattiva preferita per Soy Luna[15]
- Kids' Choice Awards Colombia
  - 2016 – Cattiva preferita per Soy Luna[16]
  - 2017 – Ragazza trendy per Soy Luna[17]
- Kids' Choice Awards Argentina
  - 2016 – Cattiva preferita per Soy Luna[18]
  - 2017 – Cattiva preferita per Soy Luna[19]
- Fans Awards[20]
  - 2017 – Candidatura per La diosa
  - 2017 – Candidatura al miglior fandom

## Doppiatrici italiane
Nelle versioni in italiano delle opere in cui ha recitato, Valentina Zenere è stata doppiata da:
- Lucrezia Marricchi in Soy Luna,[21] Élite[22]
- Irene Trotta in Le ragazze del centralino[23]